# ملهمة (اسم)
ملهمة هو اسم علم مؤنث من أصل عربي، ومعناه هو بصيغة اسم فاعل، من الفعل أناب، الوكيلة، القائمة مقام النائب، النائبة الراجعة إلى الله، وبهذا المعنى ورد ذكره في التنزيل؛ قال تعالى: ﴿إن في ذلك لآيةً لكل عبدٍ منيبٍ﴾ [سـبأ من الآية 9]، ومؤنثه منيبة.

## الأصل اللغوي
مُلْهَم
جمع: ـون، ـات.  
(مفعول من أَلْهَمَ).
-شَاعِرٌ  مُلْهَمٌ  : ذُو قُدْرَةٍ مُوَفَّقَةٍ عَلَى اسْتِحْضَارِ أَفْكَارٍ ومَعَانٍ أَثْنَاءَ كِتَابَةِ الشِّعْرِ وهُوَ يَسْتَوْحِيهَا مِنِ إِلْهَامِهِ- فَنَّانَةٌ مُلْهَمَةٌ.

## وصلات خارجية
- موسوعة السلطان قابوس لأسماء العرب